# Vietnamesische Badmintonmeisterschaft 2016
Die Vietnamesische Badmintonmeisterschaft 2016 fand Mitte September 2016 in Thái Bình statt. Die Finalspiele wurden am 24. September 2016 ausgetragen. Phạm Cao Cường gewann im Finale des Herreneinzels mit 12:21, 21:13 und 21:12 gegen Nguyễn Tiến Minh.

## Titelträger
| Disziplin    | Sieger                      |
| ------------ | --------------------------- |
| Herreneinzel | Phạm Cao Cường              |
| Dameneinzel  | Vũ Thị Trang                |
| Herrendoppel | Lê Hà Anh Đào Mạnh Thắng    |
| Damendoppel  | Nguyễn Thị Sen Vũ Thị Trang |
| Mixed        | Đỗ Tuấn Đức Phạm Như Thảo   |